# (16541) 1991 PW18
A (16541) 1991 PW18 a Naprendszer kisbolygóövében található aszteroida. Henry E. Holt fedezte fel 1991. augusztus 8-án.